# Franco Ferreiro
Pour les articles homonymes, voir Ferreiro.
Franco Ferreiro, né le 1er juillet 1984 à Uruguaiana, est un joueur de tennis brésilien, professionnel de 2002 à 2012.

## Carrière
Franco Ferreiro a surtout joué sur le circuit Future et Challenger. En simple, il a remporté 12 titres Future et 2 Challenger (à Gramado et 2006 et Asuncion en 2007). En double, 11 tournois Future et 19 Challenger (dont 8 en 2010).
Il a atteint la finale d'un tournoi ATP en double à deux reprises en 2011 avec André Sá, à Buenos Aires et Kitzbühel.
Il a joué avec l'équipe du Brésil de Coupe Davis une rencontre face à la Colombie en 2009.

## Palmarès

### Finales en double messieurs
| No | Date       | Nom et lieu du tournoi    | Catégorie | Dotation  | Surface      | Vainqueurs                          | Partenaire | Score             |          |
| -- | ---------- | ------------------------- | --------- | --------- | ------------ | ----------------------------------- | ---------- | ----------------- | -------- |
| 1  | 14-02-2011 | Copa Claro Buenos Aires   | ATP 250   | 478 900 $ | Terre (ext.) | Oliver Marach Leonardo Mayer        | André Sá   | 7-66, 6-3         | Parcours |
| 2  | 01-08-2011 | bet-at-home Cup Kitzbühel | ATP 250   | 398 250 € | Terre (ext.) | Daniele Bracciali Santiago González | André Sá   | 7-61, 4-6, [11-9] | Parcours |

## Parcours dans les tournois duGrand Chelem

### En simple
| Année | Open d'Australie | Open d'Australie | Internationaux de France | Internationaux de France | Wimbledon | Wimbledon | US Open | US Open |
| ----- | ---------------- | ---------------- | ------------------------ | ------------------------ | --------- | --------- | ------- | ------- |
| 2009  | —                | —                | 1er tour (1/64)          | F. López                 | —         | —         | —       | —       |

N.B. : à droite du résultat se trouve le nom de l'ultime adversaire.

### En double
| Année | Open d'Australie      | Open d'Australie            | Internationaux de France | Internationaux de France | Wimbledon             | Wimbledon              | US Open                   | US Open                |
| ----- | --------------------- | --------------------------- | ------------------------ | ------------------------ | --------------------- | ---------------------- | ------------------------- | ---------------------- |
| 2011  | 1er tour (1/32) A. Sá | R. Bopanna A.-U.-H. Qureshi | 1er tour (1/32) A. Sá    | F. Čermák F. Polášek     | 1er tour (1/32) A. Sá | J. I. Chela E. Schwank | 2e tour (1/16) R. Machado | M. Granollers M. López |

N.B. : le nom du ou de la partenaire se trouve sous le résultat ; le nom des ultimes adversaires se trouve à droite.

## Classement ATP en fin de saison

### En simple
| Année | 2002 | 2003 | 2004 | 2005 | 2006 | 2007 | 2008 | 2009 | 2010 |
| Rang  | 1156 | 255  | 230  | 232  | 279  | 225  | 184  | 187  | 739  |

### En double
| Année | 2003 | 2004 | 2005 | 2006 | 2007 | 2008 | 2009 | 2010 | 2011 |
| Rang  | 766  | 214  | 146  | 300  | 257  | 181  | 261  | 74   | 66   |